# Ерик Маколум
Ерик Лејн Маколум II (енгл. Errick "E" McCollum II; Кентон, Охајо, 22. јануар 1988) јесте амерички кошаркаш. Игра на позицијама плејмејкера и бека, а тренутно наступа за Фенербахче. Његов млађи брат Си-Џеј такође се бави кошарком.

## Успеси

### Клупски
- Галатасарај:
  - Еврокуп (1): 2015/16.
- Анадолу Ефес:
  - Куп Турске (1): 2018.
- Фенербахче:
  - Евролига (1): 2024/25.
  - Куп Турске (1): 2025.

### Појединачни
- Најкориснији играч Еврокупа (1): 2015/16.
- Идеални тим Еврокупа — прва постава (2): 2015/16, 2018/19.